# Министерство национальной обороны Румынии
Министерство национальной обороны Румынии (рум. Ministerul Apărării Naţionale)  — специализированный орган центрального государственного управления Румынии, подчиненное Румынскому Правительству, через который осуществляется  деятельность в области национальной обороны, в соответствии с законом о стратегии национальной безопасности для защиты суверенитета, независимости и государственного единства, территориальной целостности и конституционной демократии, в подчинении которого находятся Вооруженные силы Румынии. Является одним из 18 министерств румынского правительства.
Согласно данным, в июне 2010 года в составе министерства обороны насчитывало 83 104 служащих, из военных и гражданских.

## Учреждения при Министерстве обороны
- Национальное управление памяти Героев
- Национальный колледж обороны
- Национальный университет обороны
- Институт медицины Национального управления по аэронавтике и исследованию космического пространства
- Автономная румынская авиационная компания «Romavia»
- Национальный военный музей
- Национальная военная библиотека
- Национальная компания «Romtehnica»